# Societas Rosicruciana in Anglia
La Societas Rosicruciana in Anglia (Rosicrucian Society of England) è un ordine esoterico massonico-rosacrociano formato da Robert Wentworth Little nel 1865.
Per accedere alla Societas Rosicruciana i suoi membri devono avere come requisiti: il grado di Maestro Muratore di Istituzioni massoniche Regolari (ovvero riconosciute dalla Gran Loggia Unita d'Inghilterra) ed essere di fede cristiano-trinitaria.
La struttura e i gradi di quest'Ordine, come suggerisce A. E. Waite, derivano dall'Ordine rosicruciano germanico della Rosa Croce Aurea del XVIII secolo. Più tardi, lo stesso sistema venne usato per la Golden Dawn e altre Societas Rosicruciane nel mondo.

## Storia
La società afferma di essere ispirata dalla Fratellanza rosacrociana originale, ma non vi è dimostrazione storica di ciò. Essa basa i suoi insegnamenti su quelli trovati nella Fama e Confessio Fraternitas, testi pubblicati all'inizio del XVII secolo in Germania insieme ad altre pubblicazioni simili della stessa epoca. La società fu fondata nel 1867, derivata da un preesistente ordine rosacrociano in Scozia, dopo l'ammissione di William James Hughan e Robert Wentworth Little. Questi Membri sono stati avanzati rapidamente in Scozia e hanno ottenuto un mandato per formare una Società rosicruciana in Inghilterra. L'incontro di formazione ebbe luogo il 1º giugno 1867 ad Aldermanbury, Londra, con Frater Little eletto Maestro Magus, il titolo di "Supremo Magus"  fu inventato qualche anno dopo.
Successivamente la società fondò quattro nuovi college e poi nel 1874 creò il Metropolitan College e poi il Consiglio superiore della Rosicrucian Society of England o Brethren of the Rosy cross (nome originario della SRIA), il nome infatti non fu latinizzato in Societas Rosicruciana in Anglia fino al 1885, anno in cui William Wynn Westcott lo usò per la prima volta in qualità di Segretario rosacrociano del Metropolitan College; mentre l'intera società rosacrociana non usò il nome SRIA fino al 1889, anno in cui sempre William Wynn Westcott divenne definitivamente Segretario Generale e Celebrante del Metropolitan College(sede principale della Societas Rosicruciana in Anglia).

## Requisiti di accesso
L'accesso è esclusivamente per cooptazione. I candidati dovranno credere nella Trinità Cristiana ed essere Maestri Massoni regolarmente riconosciuti dalla Gran Loggia Unita d'Inghilterra.

## Struttura della Societas
La Societas Rosicruciana è governata da un Supremus Magus e dal suo Supremo Consiglio.
Il Supremus Magus della società è scelto fra i possessori del massimo grado, il IX ; ed è chiamato da tutti : "Molto Onorabile e Degno Frater".
I nuovi membri invece devono scegliere un "Motto Latino" o un "nome iniziatico" come distintivo nella Società rosacrociana.
L'Ordine della Societas Rosicruciana è così strutturato:

### I Ordine
- I grado - Zelator
- II grado - Theoricus
- III grado- Practicus
- IV grado - Philosophus

### II Ordine
- V grado - Adeptus Minor
- VI grado - Adeptus Major
- VII grado - Adeptus Exemptus

### III Ordine
- VIII grado - Magister
- IX grado - Magus

## Supreme Magus della SRIA
- Robert Wentworth Little (1869-1878)
- William Robert Woodman (1878-1891)
- William Wynn Westcott (1891-1925)
- W. J. Songhurst (1925-39)
- Frank M. Rickard (1939-56)
- W. R. Semken (1956-69)
- Edward Varley Kayley (1969-74)
- Donald Penrose (1974-79)
- Norman C. Stamford (1979-82)
- Alan G. Davies (1982-94)
- Ronald E. Rowland (1994-2002)
- Andrew B. Stevenson (2002-06)
- John Paternoster (2006-oggi)

## Influenze sull'esoterismo occidentale
Le influenze e l'impatto che ebbe sull'esoterismo occidentale fu di notevole portata. Basti pensare che la Golden Dawn, fondata da membri autorevoli SRIA, e gli ordini esoterici da esso derivati o scissi, furono tutti eredi della tradizione massonico-rosacrociana SRIA.